# Давидовська Валентина Олександрівна
Валентина Олександрівна Давидовська (нар. 21 березня 1947, село Петраківка, тепер Катеринопільського району Черкаської області) — українська радянська діячка, маляр домобудівного комбінату «Ждановбуд» міста Жданова (тепер — Маріуполя) Донецької області. Депутат Верховної Ради СРСР 11-го скликання.

## Біографія
Народилася в селянській родині. Закінчила середню школу в селі Петраківка на Черкащині.
У 1968 році закінчила професійно-технічне училище № 52 в місті Жданові Донецької області, здобула спеціальність маляра-альфрейника.
З 1968 року — маляр, бригадир опоряджувальної бригади домобудівного комбінату «Ждановбуд» міста Жданова (Маріуполя) Донецької області.
Член КПРС з 1970 року.
Потім — на пенсії в місті Маріуполі Донецької області.